# Christopher Tugendhat
Christopher Samuel Tugendhat, barone Tugendhat di Widdington (Londra, 23 febbraio 1937) è un politico, imprenditore, giornalista e scrittore britannico.
È stato commissario europeo.

## Provenienza e gioventù
La famiglia di Tugendhat aveva origini ebraiche e proveniva dalla cittadina di Bielitz, appartenente all'Impero austro-ungarico (ora si chiama Bielsko-Biała ed è in territorio polacco). Il padre si trasferì con la famiglia in Gran Bretagna dopo la prima guerra mondiale.
Tugendhat frequentò la London School of Economics.
Dal 1960 al 1970 lavorò come giornalista al Financial Times.

## Carriera politica
Nel 1970 venne eletto membro del Parlamento britannico per conto del Partito Conservatore in rappresentanza del collegio di Cities of London and Westminster, nel 1974 venne riconfermato in rappresentanza della City di Londra e Westminster Sud. Tra 1973 e 1974 fu sottosegretario.
Il 5 gennaio 1977 Tugendhat si dimise dal parlamento e il giorno successivo entrò in carica come commissario europeo per il bilancio, il controllo finanziario, il personale e l'amministrazione nell'ambito della Commissione Jenkins. Il 3 dicembre 1980 Tugendhat fu vittima di un attentato terroristico a Bruxelles, ma rimase illeso. Il tentato omicidio venne rivendicato dall'IRA.
Nel 1981 Tugendhat venne riconfermato come commissario europeo nell'ambito della Commissione Thorn, ottenne il portafoglio del bilancio, del controllo finanziario e della fiscalità. Fu anche vicepresidente della commissione.
Dal 1993 Tugendhat fa parte della Camera dei lord. Siede nella commissione per gli affari economici.

## Altre attività
Dal 1986 al 1995 Tugendhat ha presieduto l'Istituto reale per gli affari internazionali.
Dal 1986 al 1991 ha presieduto l'Autorità per l'aviazione civile. Ha diretto "Abbey National" e "Blue Circle Industries" ed ha fatto parte dei consigli di amministrazione di altre importanti società. È membro del comitato consultivo della società finanziaria "Trilantic Capital Partnership".
È cancelliere dell'università di Bath dal 1998 e membro del consiglio dell'Imperial College London. È presidente del centro sanitario dell'Imperial College e membro della charity dell'Imperial College per la salute. È vicepresidente della Fondazione britannica per i polmoni.
È presidente del comitato consultivo dell'European Policy Forum.

## Vita privata
Tugendhat è sposato e ha due figli. Il deputato conservatore Tom Tugendhat è suo nipote.

## Onorificenze
Nel 1993 Tugendhat venne nominato barone di Widdington ed entrò a far parte della Camera dei Lords.

## Pubblicazioni
- Oil:The Biggest Business, 1968
- The Multinationals, 1971
- Britain, Europe, and the Third World, 1976
- Conservatives in Europe, 1979, with Conservative Political Centre
- European Community budgetary issues, 1980
- The Multinationals, 1984
- Europe: What Matters Now, 1984
- Making Sense of Europe, 1986
- Options for British Foreign Policy in the 1990s, 1989, with William Wallace